# Пауэрлифтинг на Всемирных играх 2001
Пауэрлифтинг на Всемирных играх 2001 года включал розыгрыш шести комплектов медалей.

## Призёры

### Мужчины
| Дисциплина  | Золото           | Серебро           | Бронза          |
| ----------- | ---------------- | ----------------- | --------------- |
| Лёгкий вес  | Алексей Сивоконь | Константин Павлов | Михаил Андрюхин |
| Средний вес | Виктор Фуражкин  | Андрей Тарасенко  | Сергей Мор      |
| Тяжёлый вес | Дайсуке Мидоте   | Брэд Джиллингэм   | Йорген Люнгберг |

### Женщины
| Дисциплина  | Золото              | Серебро         | Бронза         |
| ----------- | ------------------- | --------------- | -------------- |
| Лёгкий вес  | Райя Коскинен       | Чэнь Куань-тин  | Юкако Фукусима |
| Средний вес | Марина Кудинова     | Ирина Абрамова  | Пирьо Савола   |
| Тяжёлый вес | Светлана Миклашевич | Наталья Паюсова | Чао Чэнь Е     |